# Margaret Dryburgh
Margaret Dryburgh (24 février 1890 - 21 avril 1945) est une professeure et missionnaire anglaise. Née à Sunderland, en Angleterre, elle devient plus tard missionnaire à Singapour, où elle est capturée pendant la Seconde Guerre mondiale. Le sort de Dryburgh et de ses codétenues, comme Betty Jeffrey (en), dans un camp de prisonniers de guerre japonais inspire le film Paradise Road de 1996. Elle écrit The Captives' Hymn alors qu'elle est emprisonnée.

## Jeunesse
Margaret Dryburgh est née à Nelson Street, Monkwearmouth, Sunderland, Royaume-Uni en 1890. Elle est l'aînée des enfants du révérend William Dryburgh, ministre de l'église presbytérienne St Stephen, et de son épouse, Elizabeth Webster. La famille déménage à Swalwell, près de Gateshead, lorsque Dryburgh est bébé, où son père travaille comme ministre à l'église presbytérienne de Swalwell à partir de 1895. Lorsqu'il prend sa retraite en 1906, la famille retourne à Sunderland, où leur église locale est St George's à Stockton Road.
Dryburgh suit une formation d'enseignant au King's College de Newcastle après avoir quitté l'école, obtenant ensuite un baccalauréat de l'université de Durham avec distinction en latin et en éducation. Elle rejoint ensuite le personnel de la Ryhope Grammar School en 1911, où elle enseigne l'histoire, le français et le latin pendant les six années suivantes,,. Elle quitte cependant l'enseignement pour devenir missionnaire presbytérienne en 1917, se qualifiant comme infirmière pour étendre ses compétences.

## Missionnaire
La première affectation de Dryburgh en tant que missionnaire a lieu en 1919, lorsqu'elle est envoyée à Shantou en Chine. C'est une période critique dans l'histoire de la Chine, avec une croissance du sentiment anti-étranger, mais Dryburgh réussi à apprendre le dialecte shantou en deux ans et commence ensuite à travailler comme professeure à l'école de filles de Sok Tek.
Quelques années plus tard, Dryburgh s'installe à Singapour, où elle est nommée directrice de l'école Choon Guan en 1934. Son dévouement à ce rôle est tel qu'en très peu de temps, elle élève les standards à tel point que son établissement est officiellement reconnu comme école secondaire et reçoit une aide gouvernementale. Dryburgh passe son temps en dehors de la salle de classe à aider la communauté locale. Musicienne talentueuse, elle organise la formation de chorales et est une pilier de la Women's Fellowship. Des concerts de collecte de fonds et des événements caritatifs au profit de l'école sont également organisés par Dryburgh, ainsi que des pique-niques pour les enfants locaux. D'anciens élèves racontent plus tard comment elle « payait souvent du lait pour les élèves sous-alimentés » et encourage les filles à devenir enseignantes,.

## Seconde Guerre mondiale
Le déclenchement de la Seconde Guerre mondiale met fin à son travail missionnaire. Lorsque Singapour tombe en 1942, Dryburgh tente de s'échapper de l'avancée des forces japonaises par bateau, mais est capturée avec d'autres missionnaires. Les femmes sont emmenées dans un camp d'internement japonais à Sumatra, où les décès dus aux maladies et à la malnutrition sont fréquents. Malgré les conditions sordides, Dryburgh conserve son esprit indomptable de British Bulldog ainsi que sa forte foi chrétienne.
Quelques jours après son arrivée au camp, Dryburgh commence à organiser des services religieux pour ses codétenues, ainsi qu'un Glee Club, des chants d'hymnes, des cours d'écriture et des séances de poésie,, Elle dirige également un club de nouvelles pour les prisonniers et produit un magazine mensuel du camp qui comprend des articles sur la cuisine, une section pour enfants et un jeu de mots croisés,.
Son intérêt principal est cependant son travail musical,,. Après avoir uni leurs forces avec leur collègue musicienne, Norah Chambers (en), diplômée de la Royal Academy of Music de Londres, le duo forme une chorale de camp. Dryburgh écrit de mémoire des pages de musique, du baroque au contemporain, pour que l'orchestre vocal les interprète, ainsi que des morceaux de ses propres compositions classiques légères. La musique est arrangée en quatre parties, fredonnées par les femmes pour donner l'effet d'un orchestre, et comprend des pièces de Haendel, Chopin, Brahms et Beethoven,,. On raconte que même les soldats japonais furent étonnés de ce qu'ils entendirent et s'invitèrent aux concerts. Captives' Hymn est l'une des pièces écrites par Dryburgh et est chantée chaque dimanche pendant les services religieux.
Les concerts se poursuivent tout au long de 1944 et jusqu'en 1945. Le chœur cesse cependant de fonctionner lorsque plus de la moitié de ses membres décèdent. La faim constante et la maladie finissent par avoir raison de Dryburgh, qui décède le 21 avril 1945, quelques jours après que les femmes aient été transférées dans un camp à Loebok Linggau,. Elle est tombée malade au cours du voyage de trois jours depuis le camp de l'île de Bangka et succombe finalement à la dysenterie. Deux jours plus tard, les détenus restants enterrent Dryburgh parmi des hévéa au camp de Belau à Sumatra. Elle est ensuite réenterrée au cimetière de guerre néerlandais de Java en 1951,,.

## Héritage
Captives' Hymn et ses autres compositions sont toujours interprétées par des chœurs de femmes,,. Un documentaire sur la vie dans les camps, Song of Survival, est diffusé sur Channel 4. Le film Paradise Road, réalisé en 1996, raconte l'histoire de la vie au camp, avec le rôle de Dryburgh joué par Pauline Collins. Captives' Hymn est utilisé dans le film lors d'une scène d'enterrement. Le nom de Dryburgh est changé en Margaret Drummond dans le film,.